# I'll Never Stop
I'll Never Stop è un singolo della boy band statunitense NSYNC, pubblicato il 30 maggio 2000 come secondo estratto dal loro quarto album No Strings Attached.

## Tracce
CD Singolo
1. I'll Never Stop (Radio Edit) – 3:07
2. I'll Never Stop (Instrumental) – 3:07

CD Maxi
1. I'll Never Stop (Radio Edit) – 3:07
2. I'll Never Stop (Album Version) – 3:26
3. I'll Never Stop (Instrumental) – 3:07
4. Bye Bye Bye (Riprock 'N' Alex G. Club Remix) – 4:53
5. Bye Bye Bye (Teddy Riley's Club Remix) – 5:28

## Classifiche
| Classifica (2000) | Posizione massima |
| ----------------- | ----------------- |
| Belgio (Fiandre)  | 44                |
| Belgio (Vallonia) | 67                |
| Germania          | 23                |
| Irlanda           | 32                |
| Paesi Bassi       | 28                |
| Regno Unito       | 13                |
| Svezia            | 20                |
| Svizzera          | 31                |